# Ervand Kotchar
Ervand Kotchar (en arménien Երվանդ Քոչար), de son véritable nom Ervand Kotcharian, né le 15 juin 1899 à Tiflis et mort le 22 janvier 1979 à Erevan, est un peintre et sculpteur arménien.

## Biographie
Dès son plus jeune âge, de 1914 à 1918, il étudie la peinture en Géorgie sous la direction d’Eguiche Tadevossian (1870-1936) à l’école d’art de l’association caucasienne pour le développement de l’art. De 1918 à 1919, il étudie à Moscou sous la direction de Piotr Kontchalovski. En 1921, il retourne à Tiflis où il peint et enseigne la peinture à l’école des beaux-arts. 
Ses premières œuvres sont influencées par les Modernistes français et principalement les Impressionnistes. En 1922, il séjourne dans de nombreuses villes : Constantinople, Venise, Rome, Florence et Paris. C’est dans la capitale française qu’il s’établit de 1923 à 1936. Il participe à de nombreuses expositions aux côtés notamment de Fernand Léger, Jean Arp, Constantin Brancusi, Joan Miró, Pieter Cornelis Mondriaan et Pablo Picasso. Il est très apprécié par Edgar Chahine. Il produit également des articles publiés dans la Revue du vrai et du beau et la Revue moderne. En 1924, il participe au « Salon des indépendants ». Il commence à signer ses pièces en tant que Kotchar.
C’est en 1928 qu’il introduit dans ses travaux, la quatrième dimension, « l’espace ». Il les présente au cours d’une exposition intitulée « Panorama de l’art contemporain », aux côtés de Braque, Chagall, Matisse, Miro, Picasso, Utrillo, Vlaminck, et d’autres.
En 1930, il épouse Méliné Ohanian. Il continue à participer à de nombreuses expositions, notamment en 1932, à « l’exposition d’œuvres cubistes, surréalistes et abstraites ».
En 1936, il signe le Manifeste dimensioniste, avec Jean Arp, Calder, Joan Miró, Marcel Duchamp, Kandinsky, Francis Picabia.
Il part en Arménie et s’installe à Erevan en 1937. Il devient membre de l’Union des artistes d’Arménie. En octobre, il publie un article pour la défense de l’art. Il est accusé de propagande antisoviétique et antirévolutionnaire.
Il est arrêté en juin 1941 alors qu’il venait de réaliser la sculpture de David de Sassoun et libéré en août 1943 grâce à l’intervention de ses amis Karo Halabian et Anastase Mikoyan.
De 1945 à 1946, il enseigne la peinture et le dessin à l’institut Karl Marx à Erevan.
En 1956, par décret de la Cour suprême d’Arménie, il reçoit le titre d’artiste d’honneur de la République d’Arménie.
En 1959, la statue de David de Sassoun est inaugurée sur la place de la gare d’Erevan.
Dans ses derniers travaux, il peint « les horreurs de la guerre » (1962) en se basant sur le Guernica de Picasso.
En 1963, le Centre Georges-Pompidou à Paris fait l’acquisition d’un des tableaux de Kotchar issu de ses travaux « Peintures de l’espace » (1934).
En 1966, une exposition « Kotchar et la peinture dans l'espace », est présentée par la Galerie Percier à Paris.
En 1969, sa statue de Komitas est exposée à Etchmiadzine.
En 1970, au Louvre à Paris, il participe à l’exposition « La culture arménienne depuis l’Ourartou jusqu’à aujourd’hui ».
Il meurt le 22 janvier 1979 à Erevan.

## Liste de quelques œuvres
- Portrait d’une femme, 1919, Musée Kotchar, Erevan
- Portrait d’Arpenik, 1920
- Portrait d’une fille, 1925
- Fille avec une pomme, 1926, Musée Kotchar, Erevan